# Auto-Tune
Auto-Tune és un processador d'àudio propietari creat per l'enginyer dels EEUU Andy Hildebrand, qui va aplicar els seus coneixements de prospecció per so dels jaciments petroliers d'Exxon per corregir el to en execucions vocals i instrumentals. Actualment el comercialitza la seva empresa Antares Audio Technologies. S'usa per emmascarar inexactituds i errors, per la qual cosa ha permès a molts artistes produir enregistraments amb afinació molt més precisa.
Auto-Tune va ser utilitzat per produir l'efecte de distorsió vocal en la cançó «Believe» de la cantant Cher gravada l'any 1998. «Believe» va ser el primer enregistrament comercial a utilitzar aquest programari amb aquest propòsit. Després de l'èxit de «Believe» se'l va conèixer també com l'«efecte Cher».
Auto-Tune es troba disponible com a plugin per a programes professionals d'àudio utilitzats en entorns d'estudi, tals com ProTools, Cubase, FL studio XXL, com "stand-alone" i com a unitat de "rackmount" per a processament en presentacions en viu.

## Processament del so
El processador d'àudio Auto-Tune aplica una distorsió a l'ona sonora digitalitzada per corregir aquelles freqüències que se surten de la tonalitat. L'algorisme que aquest aplica a la funció que rep com a senyal, per tal de saber la freqüència dominant (PDA) , pot ser basat en l'anàlisi del domini temporal o del domini freqüencial.
L'anàlisi de la funció respecte al temps (domini temporal) permet al processador identificar els períodes d'oscil·lació dominants. És a dir, els que constitueixen el conjunt de notes musicals (freqüències) que pertanyen a la tonalitat. Un cop aquesta informació és coneguda l'algorisme corregeix el període de totes aquelles freqüències que se'n separen notablement. Amb la modificació del període d'oscil·lació la freqüència també s'altera i aquesta correcció implica una distorsió sonora perceptible a l'oïda.
L'altra manera d'analitzar la funció és respecte a la freqüència. El processador analitza la funció (senyal) en el seu domini freqüencial podent interpretar així les freqüències que la constitueixen. El gràfic freqüencial mostra la zona on el senyal es troba dins d'una freqüència concreta d'entre un conjunt. Així doncs, el mètode algorítmic del processador consisteix a identificar la freqüència dominant i establir les freqüències que pertanyen a la tonalitat. L'Auto-Tune aplica una distorsió directa a totes aquelles freqüències que se surten de la tonalitat corregint-les.
La primera versió de l'Auto-Tune es basava en l'anàlisi temporal. Actualment, amb la millora dels algoritmes de processament digital del senyal, la majoria de plugin d'Auto-Tune treballen amb la FFT o transformada ràpida de Fourier. Una versió òptima de l'anàlisi freqüencial.

## Usos
L'harmonització està pensada per incrementar la qualitat musical de les parts vocals sense que sigui evident que el cant ha estat processat. No obstant això, amb valors extrems en els paràmetres, voluntàriament, amb finalitats creatives, l'Auto-Tune s'ha convertit en un popular efecte de veu.
L'artista nord-americà de R&B T-Pain ha relacionat aquest efecte amb el seu estil, utilitzant-lo recurrentment en gairebé la totalitat de la seva música. També caracteritza al grup d'eurodance Eiffel 65. El MC nord-americà Kanye West l'ha utilitzat en les seves cançons. El so particular que dona aquest efecte s'assembla, pels seus tons precisos i de canvi ràpid, a la sonoritat que s'aconsegueix mitjançant vocoder o talkbox. Els artistes que utilitzen Auto-Tune solen rebre crítiques negatives perquè això fa que es posi en dubte el seu talent vocal. Un dels artistes que s'oposen totalment a l'Auto-Tune és el raper nord-americà Jay-Z, de tal manera que el segon senzill del seu disc The Blueprint 3 porta per nom «(D.O.A.) Death Of Auto-Tune» ('Mort de l'Auto-Tune').
Avui dia, l'escena musical en què més es fa servir l'Auto-Tune és l'escena argentina. Rapers com Duki, Lit Killah, Tiago PZK, etc. van fer-se coneguts a través de les batalles de freestyle que es feien allà, i van començar a utilitzar aquest processador de veu per afegir un efecte característic i reconeixible a les seves veus. No només el fan servir per una necessitat d'afinació, sinó que també busquen que en les veus aparegui aquest so robòtic tan característic de l'Auto-Tune. Al capdavall l'estil de música que fan és generalment trap, i és un recurs imprescindibleq en ell.
Un altre dels usos de l'Auto-Tune que ha crescut en els darrers anys és el de la creació de mems sonors. Gràcies a aquesta eina, els usuaris d'internet poden fer paròdies de discursos de polítics o de vídeos graciosos, per exemple, seleccionant frases, harmonitzant-les i afegint-hi una base musical.
Existeix un programari similar, anomenat Melodyne, el qual li ha anat guanyant camp a l'Auto-Tune, sobretot a l'àrea de producció, a causa que permet l'edició manual del to, tenint uns abastos menys limitats que el programari d'Antares. No obstant això, aquest avantatge no existeix quan aquest s'utilitza en viu.

## Història
Auto-Tune va ser creat per Andy Hildebrand, un geofísic i músic aficionat que va desenvolupar complexos algorismes per Exxon per interpretar dades generades per una ona sísmica per trobar dipòsits subterranis de petroli. Hildebrand va descobrir que els seus mètodes per interpretar dades sísmiques podia ser utilitzat per detectar, analitzar i modificar el to en arxius d'àudio. El seu mètode per detectar el to incloïa l'ús d'autocorrelació i prometia ser superior a intents anteriors, basats en l'extracció, de característiques que tenien problemes processant certs aspectes de la veu humana, com els diftongs. La indústria musical considerava que l'ús de l'autocorrelació no era pràctic a causa del gran esforç computacional requerit, però Hildebrand va trobar una simplificació que va reduir gairebé un milió de multipply adds a sol quatre. Després de diversos mesos, a principis de 1996, va implementar l'algorisme en un ordinador Macintosh personalitzat i va presentar el resultat en el NAMM Show aquest mateix any.
Hildebrand va tenir la idea de la tecnologia correctora de to per a veu després del suggeriment d'un amic de la seva dona, que havia estat bromejant que podria crear un aparell per fer-la afinar. Originalment, Auto-Tune estava dissenyat per corregir discretament entonacions imprecises, amb l'objectiu de fer la música més expressiva. La patent original afirmava que “Quan les veus o instruments estan desafinats, les qualitats emocionals de l'actuació es perden.”
D'acord amb Chris Lee de Los Angeles Times, la cançó “Believe”, interpretada per Cher l'any 1998, va injectar les modulacions mecàniques d'Auto-Tune en el pop conscientment. Els productors de Cher van utilitzar el programa per “exagerar l'artificialitat d'una correcció de to abrupta”, el contrari al seu propòsit original.
En una entrevista, els productors de “Believe” van afirmar haver utilitzat un pedal DigiTech Talker FX, en el que els editors de Souns on Sound van considerar un intent per mantenir un secret comercial.
Després de l'èxit de “Believe” aquesta tècnica va ser inicialment coneguda con “efecte Cher”. L'any 2000, el single “Naive Song”, interpretat per Mirwais Ahmadzai en el seu àlbum Production va ser el primer track a utilitzar Auto-Tune en tota la lletra.
L'ús d'Auto-Tune com un efecte vocal va ser popularitzat a la fi de la dècada dels 2000 per l'artista d'hip-hop/R&B T-Pain, que va elaborar l'efecte i va fer un ús actiu de l'Auto-Tune en les seves cançons. Aquest anomenava l'ús de la Talk Box del productor de new Jack swing Teddy Riley i a l'artista de funk Roger Troutman com a inspiracions per al seu ús de l'Auto-Tune. Es va començar llavors a vincular a T-Pain amb l'Auto-Tune fins al punt que tenia una app per iPhone que simulava aquest efecte trucada “I Am T-Pain”. Ara també anomenat “efecte T-Pain”, l'ús de l'Auto-Tune es va convertir en un element habitual de la música de finals de la dècada dels 2000, on va ser especialment utilitzat en l'obra d'altres artistes d'hip-hop/R&B, incloent el single de Snoop Dogg “Sexual Eruption”1, “Lollipop” de Lil Wayne i l'àlbum de Kanye West 8o8s & Heartbreak. En 2009, durant l'auge de la popularitat de l'Auto-Tune, The Black Eyed Peas van fer un important ús de l'Auto-Tune i altres efectes artificials de so en el seu hit número u “Boom Boom Pow” per crear un so futurista.
El grup anglès Radiohead va utilitzar Auto-Tune en el seu àlbum de 2001 Amnesiac per crear un “so nasal i despersonalitzat” i per convertir un discurs parlat en música. D'acord amb el cantant Thom Yorke, el programari “intenta desesperadament buscar música en el teu discurs, i produeix notes aleatòries. Si els assignes una tonalitat, tens música”.
L'ús d'Auto-Tune en l'hip-hop ha ressorgit a meitat de la dècada de 2010, especialment en la música trap. Els artistes d'hip-hop com Future, Migos, Travis Scott i Lil Uzi Vert utilitzen Auto-Tune per crear un so característic que els diferenciï.
L'efecte també s'ha popularitzat en la música raï i altres gèneres d'Àfrica del Nord. D'acord amb el Boston Herald, els estels del country Faith Hill, Shania Twain i Tim McGraw utilitzen Auto-Tune en les seves actuacions en directe, dient-li xarxa de seguretat que garanteix una bona actuació. De totes maneres, altres artistes de country com Allison Moorer, Trisha Yearwood, Vince Gill, Garth Brooks i Martina McBride, han negat l'ús d'Auto-Tune.

## Repercussió

### Negativa
En els 51º Premis Grammy, a principis de 2009, la banda Death Cab for Cutie va fer una aparició portant llaços blaus per protestar per l'ús d'Auto-Tune en la indústria musical. En la primavera d'aquest any, Jay-Z va titular un single del seu àlbum The Blueprint 3 com a “D.O.A. (Death of Auto-Tune)”. Jay-Z va dir que va escriure la cançó sota la creença personal que massa gent havia pujat al tren de l'Auto-Tune i que la tendència s'havia convertit en un truc. Christina Aguilera va fer un aparició pública a Los Angeles el 10 d'agost de 2009 portant una samarreta en la qual es llegia “Auto-Tune is for Pussies” (l'Auto-Tune és per a covards). De totes maneres, en una entrevista realitzada més tard per Sirius/*XM va afirmar que l'Auto-Tune no era dolent si s'utilitzava de forma creativa i va destacar que ho va usar en la seva cançó “Elastic Love” de l'àlbum Bionic.
Els detractors del plug-in argumenten que Auto-Tune té un efecte negatiu en la percepció i el consum de música en la societat. El 2004, el crític musical del diari britànic The Daily Telegraph, Neil McCormick, va definir l'Auto-Tune com un “particular invent sinistre que havia afegit lluentor extra a les lletres pop des de la dècada dels 90” agafant “una nota cantada pobrament i transportant-la, posant-la al centre mort d'on hauria d'haver estat”.
El 2009, la revista Time va citar a un tècnic de so anònim d'un guanyador de Grammy dient, “Diguem només que he utilitzat Auto-Tune per arreglar veus des de Britney Spears fins a àlbums de repartiment de Bollywood”. El mateix article va expressar que “esperava que el fetitxe del pop per l'afinació perfecta uniformada desaparegués”, especulant que les cançons pop s'estaven tornant cada vegada més difícils de diferenciar les unes de les altres, car “track rere track totes tenen una afinación perfecta”. D'acord amb Tom Lord-Alge el programa s'usa en pràcticament cada enregistrament avui dia.
El 2010, el programa de la televisió britànica The X Factor va admetre haver utilitzat Auto-Tune per millorar la veu dels concursants. Simon Cowell, un dels caps del programa, el va prohibir en futures ocasions. També el 2010, la revista Time va incloure a Auto-Tune en la seva llista de “Els 50 pitjors invents”.
Utilitzat per artistes des de Snoop Dogg i Lil Wayne fins a Britney Spears i Cher, l'ús d'Auto-Tune ha estat com a indicatiu d'una inhabilitat per cantar de manera entonada. Trey Parker va utilitzar Auto-Tune en la cançó de South park “Gai Fish”, i va descobrir que calia cantar fora de to perquè el so es distorsionés, “Has de ser un mal cantant perquè aquesta cosa soni com sona. Si ho utilitzes i cantes correctament, no fa gens a la teva veu”. L'artista d'electropop Ke$ha és coneguda per una utilització excessiva d'Auto-Tune en les seves cançons, posant en dubte el seu talent vocal. El productor musical Rick Rubin va escriure “Ara mateix, si escoltes pop, pràcticament tot està perfectament afinat, en tempo i to perfectes. Així d'estès està Auto-Tune”. El periodista de la revista Time Josh Tyrangiel va definir l'Auto-Tune “Photoshop per a la veu humana”.
El cantant de big band Michael Bublé va criticar l'Auto-Tune per fer que tothom soni igual –“com a robots”- però admet que ho utilitza quan grava música pop.
Ellie Goulding i Ed Sheeran han fet una crida a l'honestedat en les actuacions en directe unint-se a la campanya “Live Means Live” (En directe significa en directe). Aquesta campanya va ser impulsada pel compositor/cantautor David Mindel. Quan una banda exhibeix el logo “Live Means Live”, l'audiència sap que “no hi ha Auto-Tune ni res que no sigui 100% en directe” en l'actuació, i que no hi ha cors gravats.

### Positiva
Malgrat la mala reputació, alguns crítics han afirmat que Auto-Tune obre noves possibilitats en la música pop, especialment en l'hip-hop i el R&B. En lloc d'usar-ho com a crosses per a les veus pobres – el seu objectiu original – alguns músics utilitzen aquesta tecnologia per augmentar la seva expressió artística. Quan el duo francès de house Daft Punk va ser qüestionat pel seu ús d'Auto-Tune en el seu single “One More Time”, Thomas Bangalter va respondre dient, “Molta gent es queixa perquè els músics utilitzen Auto-Tune. Això em recorda als anys 70, quan els músics a França van intentar prohibir el sintetitzador… El que ells no van veure és que es poden utilitzar aquestes eines d'una forma nova enlloc d'utilitzar-los solament per reemplaçar els instruments que hi havia abans”.
Encara que Auto-Tune és usat per una gran varietat d'artistes, Regina Bradley manté que pot ser especialment útil perquè els artistes negres tinguin més control sobre el so de la seva veu i puguin canviar-ho perquè encaixi amb l'ambient de la cançó. Això es pot veure en dos exemples notables, en els treballs de Kanye West i T-Pain.
T-Pain, el cantant de R&B i raper que va introduir l'ús d'Auto-Tune com un efecte vocal en la música pop amb el seu àlbum Rappa Ternt Sangaen 2005 va dir “El meu pare sempre m'ha dit que la veu de qualsevol persona és solament un altre instrument més que s'afegeix a la música. Va haver-hi un temps en el qual la gent tenia cançons de set minuts i cinc d'ells eren només d'instrumental. … Tinc moltes influències (de l'època dels 60) i vaig pensar que podria transformar la meva veu en un saxofon”. Seguint els passos de T-Pain, Lil Wayne va experimentar amb Auto-Tune en els seus àlbums Tha Carter II i The Carter III. Al mateix temps va tenir una forta addicció al purple drank, i alguns crítics van veure aquest Auto-Tune com una expressió musical de la solitud i la depressió de l'artista. Mark Anthony Neal va escriure que la veu de Wayne és única i que els seus diferents matisos indicaven algun trauma. I Kevin Driscoll va preguntar, “No és Auto-Tune el pedal wah del pop negre actual? Abans de transformar-se a si mateix en T-Wayne en “Lollipop”, la presència de Wayne en el pop estava limitada a col·laboracions com a convidat i a freestyles desautoritzats”.
L'àlbum de Kanye West 8o8s & Heartbreak va ser, generalment, ben rebut per la crítica, i va utilitzar Auto-Tune per representar una ànima fragmentada després de la mort de la seva mare. Descrit com un àlbum de ruptura, la crítica musical de Rolling Stone Jody Rosen va escriure, “Kanye no pot cantar en el sentit clàssic, però no ho està intentat. T-Pain va ensenyar al món que Auto-Tune no solament canvia l'afinació de les notes: És un element que millora l'expressivitat de les veus, elevant el pathos… Les veus digitalitzades de Kanye són el so d'un home atordit pel dolor, convertint-se en menys que un humà”.

### Impacte i paròdies
La comèdia de la televisió dels EUA Saturday Night Live va parodiar Auto-Tune utilitzant al raper blanc fictici Blizzard Man, qui va cantar en un sketch: “Robot voice, robot voice! All the kids love the robot voice!”.
El còmic “Weird Al” Yankovic va fer un ús còmic de l'ús desmesurat de l'Auto-Tune, mentre comentava que està aquí per quedar-se, en un vídeo de YouTube denominat en moltes publicacions com Wired.
Des del 2009, l'ús d'Auto-Tune per crear melodies d'àudio dels noticiaris va ser popularitzat pel músic de Brooklyn Michael Gregory, i, més tard per la banda The Gregory Brothers en la seva sèrie Songify the News. The Gregory Brothers manipulaven digitalment enregistraments de veu de polítics i altres personatges públics per crear una melodia, fent que semblés que aquestes persones cantaven. El grup va aconseguir un gran èxit amb el seu vídeo “Bed Intruder Song”, que es va convertir en el més vist de YouTube el 2010.